# U-Bahn-Station Kagraner Platz
Die unterirdische Station Kagraner Platz der Wiener U-Bahn-Linie U1 befindet sich im 22. Wiener Gemeindebezirk Donaustadt. Sie liegt direkt unter der Wagramer Straße und erstreckt sich zwischen Donaufelder Straße und Doningasse. Der für die Station namensgebende Kagraner Platz wurde 1909 nach der ehemaligen Ortschaft und dem nunmehrigen Stadtteil Kagran benannt.
Eröffnet wurde die Station am 2. September 2006 mit der Inbetriebnahme des Teilstücks der U1 zwischen den Stationen Kagran und Leopoldau. Vom etwa 13 Meter tief liegenden Mittelbahnsteig gelangt man mittels Rolltreppen, Aufzügen und festen Stiegen in ein Aufnahmegebäude, das sich inmitten einer Busschleife westlich der Wagramer Straße befindet. Ausgänge führen in die Doningasse und zum Kreuzungsbereich Wagramer Straße/Donaufelder Straße.
Es bestehen Umsteigemöglichkeiten zur Straßenbahnlinie 26 in Richtung Hausfeldstraße bzw. Strebersdorf, zu den Buslinien 22A (zu den U-Bahn-Stationen Kagran und Aspernstraße), 24A (nach Breitenlee) und 31A (Richtung Großjedlersdorf). In der Nähe der Station befinden sich die Kagraner Pfarrkirche und das Bezirksmuseum Donaustadt.

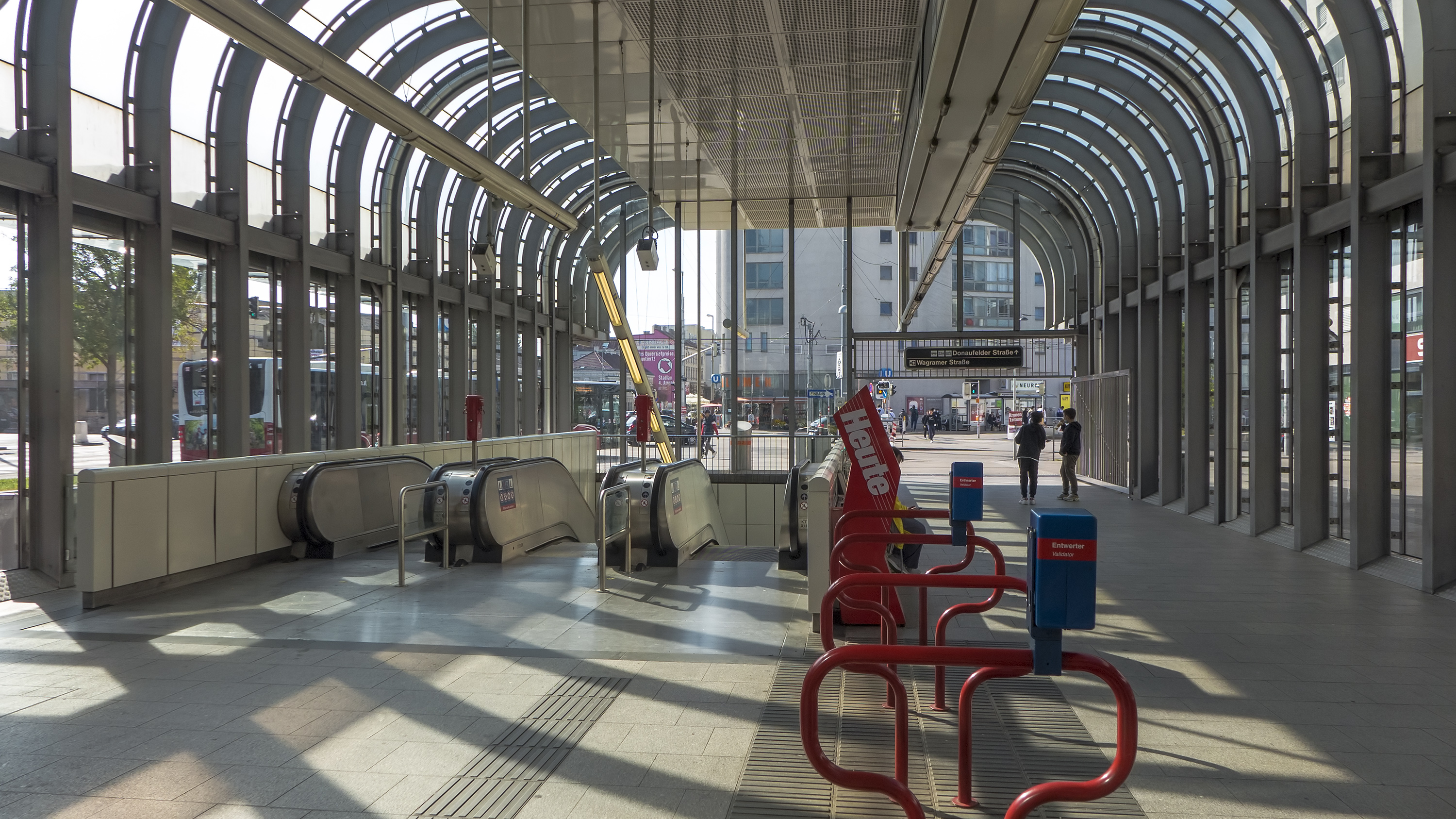
Im Aufnahmsgebäude
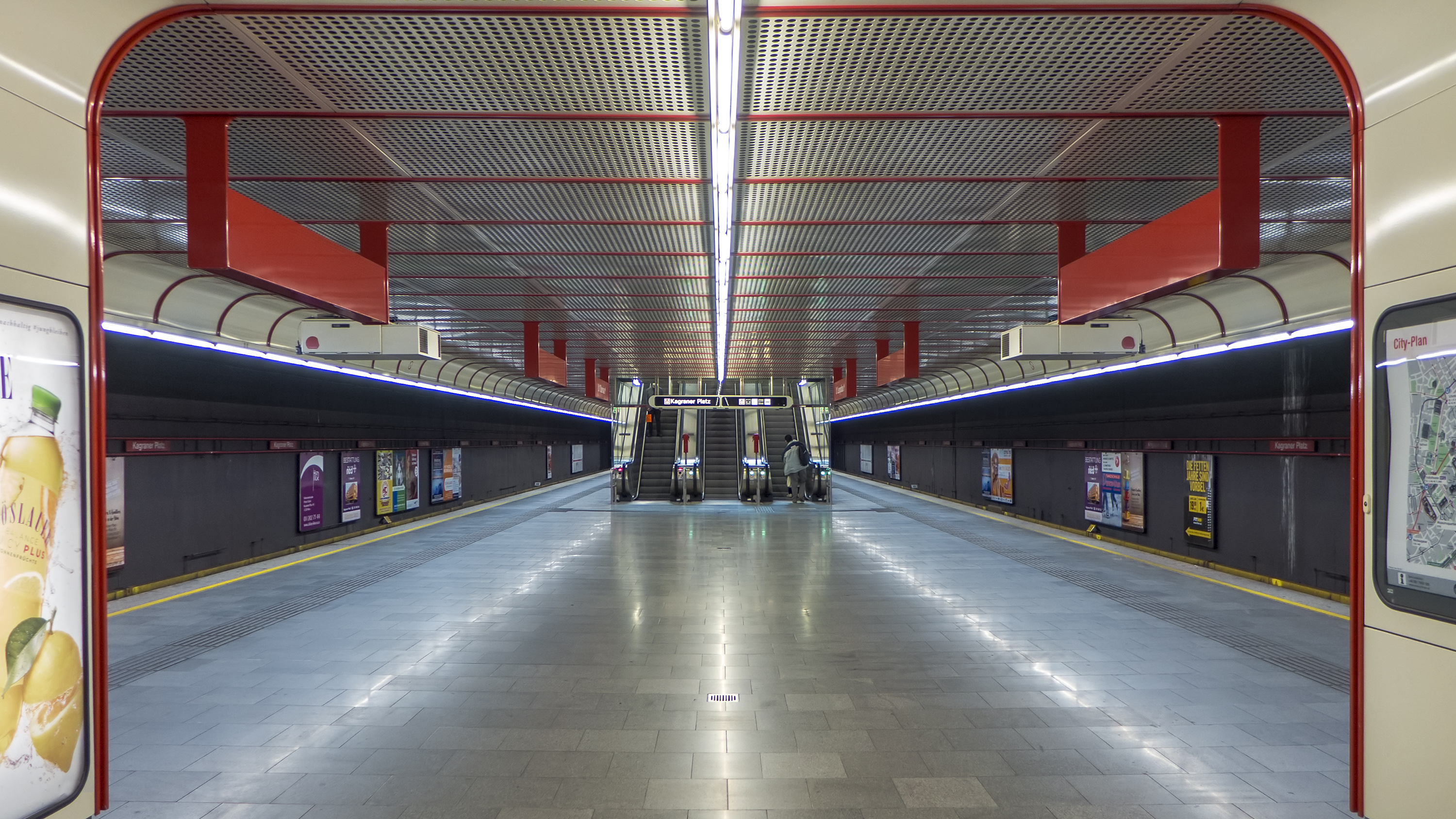
Bahnsteige der Station
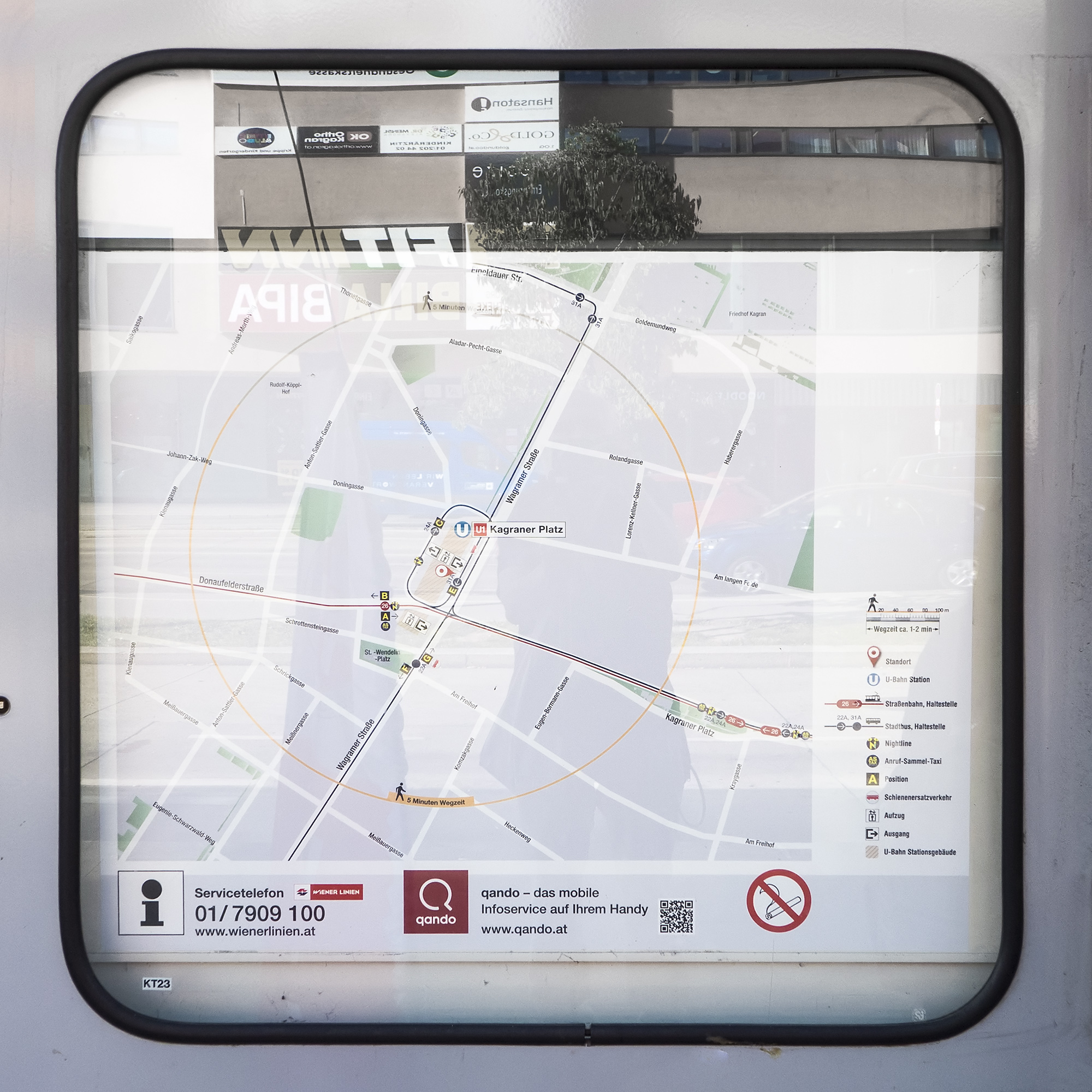
Umgebungsplan